# (300084) 2006 UF223
(300084) 2006 UF223 es un asteroide perteneciente al cinturón de asteroides, descubierto el 17 de octubre de 2006 por el equipo del Catalina Sky Survey desde el Catalina Sky Survey, Arizona, Estados Unidos.

## Designación y nombre
Designado provisionalmente como 2006 UF223.

## Características orbitales
2006 UF223 está situado a una distancia media del Sol de 3,174 ua, pudiendo alejarse hasta 4,012 ua y acercarse hasta 2,336 ua. Su excentricidad es 0,264 y la inclinación orbital 12,55 grados. Emplea 2065,65 días en completar una órbita alrededor del Sol.

## Características físicas
La magnitud absoluta de 2006 UF223 es 15,3.